# Gerhard Fritz (Historiker)

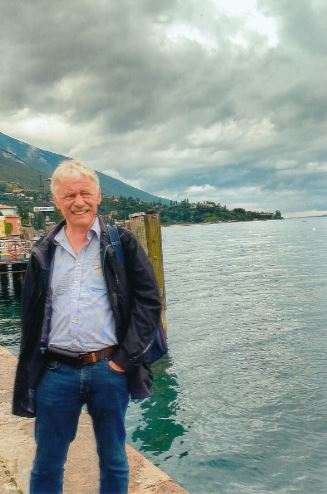
Gerhard Fritz (2017)

Gerhard Fritz (* 17. März 1953 in Backnang) ist ein deutscher Historiker. Fritz war von 2002 bis 2020 Professor für Geschichte und ihre Didaktik an der Pädagogischen Hochschule Schwäbisch Gmünd.

## Leben
Gerhard Fritz wuchs als Sohn eines Mechanikermeisters und einer Arbeiterin auf. Nach dem Abitur am Max-Born-Gymnasium Backnang leistete er von 1972 bis 1974 Wehrdienst. Von 1974 bis 1980 studierte er an der Universität Stuttgart Geschichte, Germanistik, Politikwissenschaft und Geographie. Nach dem Staatsexamen unterrichtete er im Gymnasialdienst Geschichte und Deutsch. 1983 promovierte er bei August Nitschke mit einer Arbeit über das spätmittelalterliche Geschlecht der Grafen von Löwenstein-Habsburg. Neben der weiter fortgeführten Lehrtätigkeit am Gymnasium betreute er von 1990 bis 2002 das Stadtarchiv in Backnang und hatte seit 1997 einen Lehrauftrag an der Universität Stuttgart, wo er sich 2002 bei Franz Quarthal sowie Robert Jütte und Norbert Conrads mit einer Untersuchung über Kriminalität vom 17. bis zum frühen 19. Jahrhundert in Neuerer Geschichte und Landesgeschichte habilitierte. Im selben Jahr erfolgte die Berufung auf die Professur für Geschichte und ihre Didaktik an der Pädagogischen Hochschule Schwäbisch Gmünd. Nach dem Sommersemester 2020 wurde er emeritiert, lehrt aber weiterhin in Schwäbisch Gmünd. Er ist Mitglied verschiedener historischer Kommissionen, Organisationen und Vereine, meist in deren Vorständen bzw. Ausschüssen.

## Wissenschaftliches Wirken
Gerhard Fritz hat sich in Forschung und Lehre mit einer Vielzahl von Themen vom frühen Mittelalter bis ins 20. Jahrhundert beschäftigt. Geforscht hat er über Klöster und Adel, sodann über Sozial-, Militär- und Kriminalitätsgeschichte sowie Historische Demographie und Ego-Dokumente. Ein Schwerpunkt seiner Arbeit gilt der komplexen Wechselbeziehung von Technik, Wirtschaft und Recht, insbesondere im Bereich der Erforschung der Wasserkraftnutzung. Weiterhin hat er sich im Rahmen seiner sozialwissenschaftlichen Untersuchungen mit der Geschichte der Sexualität befasst. Grundsätzlich heben viele seiner geographisch oft landesgeschichtlich verorteten Arbeiten darauf ab, makrohistorische Phänomene anhand mikrohistorischer Befunde zu konkretisieren, Normdurchsetzung zu untersuchen und gegenseitige Beeinflussung von Makro- und Mikroebene zu beleuchten. Auf dem Gebiet der Geschichtsdidaktik gibt er insbesondere die 2005 von ihm gegründete Zeitschrift „Landesgeschichte in Forschung und Unterricht“ heraus, die mittlerweile als zweisprachiges baden-württembergisch-elsässisches Projekt („Histoire régionale“) der Universitäten bzw. Hochschulen Straßburg, Karlsruhe und Schwäbisch Gmünd weitergeführt wird.

## Schriften (Auswahl)

### Monographien
- Backnang und Umgebung im 13. Jahrhundert. Stroh, Backnang 1982.
- Kloster Murrhardt im Früh- und Hochmittelalter (= Forschungen aus Württembergisch Franken. Band 18). Thorbecke, Sigmaringen 1982, ISBN 3-7995-7617-7.
- Die Geschichte der Grafschaft Löwenstein und der Grafen von Löwenstein-Habsburg vom späten 13. bis zur Mitte des 15. Jahrhunderts (= Forschungen aus Württembergisch-Franken. Band 29). Thorbecke, Sigmaringen 1986, ISBN 3-7995-7628-2 (zugleich Dissertation, Universität Stuttgart, 1983).
- Stadt und Kloster Murrhardt im Spätmittelalter und in der Reformationszeit (= Forschungen aus Württembergisch Franken. Band 34), Thorbecke, Sigmaringen 1990, ISBN 3-7995-7634-7.
- Die Einwohner des Klosteramts Murrhardt und der Pfarrei Sulzbach/Murr vom 12. Jahrhundert bis 1561. Festgabe für Rolf Schweizer zum 60. Geburtstag. Stroh, Murrhardt/Backnang 1992.
- mit Harald Drös: Die Inschriften des Rems-Murr-Kreises (= Die deutschen Inschriften. Band 37 = Heidelberger Reihe. Band 11). Reichert, Wiesbaden 1994, ISBN 3-88226-643-0.
- mit Helmut Glock und Walter Wannenwetsch: Die Mühlen im Rems-Murr-Kreis (= Mühlenatlas Baden-Württemberg. Band 2). Hennecke, Remshalden 1996, ISBN 3-927981-48-6 und ISBN 3-927981-49-4, 2 Teile.
- Räuberbanden und Polizeistreifen. Der Kampf zwischen Kriminalität und Staatsgewalt im Südwesten des Alten Reichs zwischen 1648 und 1806 (= Historegio. Band 5). Hennecke, Remshalden 2003, ISBN 3-927981-78-8.
- Eine Rotte von allerhandt rauberischem Gesindt. Öffentliche Sicherheit in Südwestdeutschland vom Ende des Dreißigjährigen Krieges bis zum Ende des Alten Reiches (= Stuttgarter historische Studien zur Landes- und Wirtschaftsgeschichte. Band 6). Thorbecke, Ostfildern 2004, ISBN 3-7995-5556-0.
- Geschichte der Sexualität. Von den Anfängen bis zur Gegenwart. Südwestdeutschland und seine Nachbargebiete. Verlag Regionalkultur, Heidelberg / Ubstadt-Weiher / Weil am Rhein / Basel 2016, ISBN 978-3-89735-936-9.

- mit Eva Westphal: Sex auf Schwäbisch Württembergische Bettgeschichte(n) durch die Jahrhunderte. verlag regionalkultur, Heidelberg, Ubstadt-Weiher 2018, ISBN 978-3-95505-044-3.
- mit Eva Westphal: Badische Bettgeschichten. So trieben es die Badener durch die Jahrhunderte. Verlag Regionalkultur, Ubstadt-Weiher 2019, ISBN 978-3-95505-091-7.
- Gerhard Fritz: Murrhardter Sozialgeschichte von der Mitte des 16. Jahrhunderts bis zum Beginn des Dreißigjährigen Krieges (ca. 1550 bis 1620) (= historegio 10). 1. Auflage. Hennecke, Remshalden 2020, ISBN 978-3-948138-01-1.
- Murrhardt und der Dreißigjährige Krieg 1618 bis 1648. Religionskonflikt – Militär – Kriegsfolgen (= Historegio. Band 13). Hennecke, Remshalden 2021, ISBN 978-3-948138-06-6.
- Wasserkraftnutzung in Südwestdeutschland und den benachbarten Gebieten im Mittelalter (= Veröffentlichungen der Kommission für geschichtliche Landeskunde in Baden-Württemberg, Reihe B, Band 216). Kohlhammer, Stuttgart 2021, ISBN 978-3-17-039998-3.

### Herausgeberschaften

#### Zeitschriften/Jahrbücher, Reihen
- mit Herta Beutter, Armin Panter, Herbert Kohl: Württembergisch Franken [Jahrbuch des Historischen Vereins für Württembergisch Franken] [bis 2021: 105 Bände]. ISSN 0084-3067.
- mit Frank Meier und Claude Muller: Landesgeschichte in Forschung und Unterricht. Histoire régionale. Recherche et enseignement. [von 2005 bis 2021: 17 Bände, davon bis Band 12 (2016) Papierveröffentlichung, Kohlhammer, Stuttgart, seit Band 13 (2017): elektronische Veröffentlichung, Pädagogische Hochschule, Schwäbisch Gmünd].
- Historegio [bis 2021: 13 Bände].
- Historegio Quellen [bis 2021: 4 Bände].
- mit Bernhard Trefz: Backnanger Jahrbuch [bis 2021: 29 Bände].
- Backnanger Forschungen [bis 2021: 8 Bände]. ISSN 0947-5877.
- Mühlenatlas Baden-Württemberg [bis 2021: 6 Bände].

#### Sammelbände
- mit Hans-Eckhard Giebel, Rolf Königstein, Heinz-Werner Schwegler: 450 Jahre Lateinschule Backnang. Jubiläumsschrift des Max-Born-Gymnasiums Backnang. Stroh, Backnang 1989.
- mit Roland Schurig: Die Burgen im Rems-Murr-Kreis. Hennecke, Remshalden 1994, ISBN 3-927981-42-7.
- mit Bernhard Trefz: Nationalsozialismus in der Region. Beiträge der Backnanger Tagung vom 8. Oktober 1999 (= Backnanger Forschungen. Band 4). Stroh, Backnang 2001, ISBN 3-927713-30-9
- Württembergische Stiftskirchen. Insbesondere das Stift St. Pancratius in Backnang. Beiträge der Backnanger Tagung vom 17. Mai 2001 (= Backnanger Forschungen. Band 5). Stadtarchiv, Fr. Stroh, Backnang 2003, ISBN 3-927713-37-6.
- Landesgeschichte und Geschichtsdidaktik. Festschrift für Rainer Jooß (= Gmünder Hochschulreihe. Band 24). Pädagogische Hochschule, Schwäbisch Gmünd 2004, ISBN 3-925555-28-5.
- mit Eberhard Bohn: Kirchenkirnberg. Ein Pfarrdorf an der Grenze. Hennecke, Remshalden 2004, ISBN 3-927981-79-6.
- mit Daniel Kirn: Fiorllegium Suevicum. Beiträge zur südwestdeutschen Landeskunde. Festschrift für Franz Quarthal zum 65. Geburtstag (= Stuttgarter historische Studien zur Landes- und Wirtschaftsgeschichte. Band 12). Thorbecke, Ostfildern 2008, ISBN 978-3-7995-5562-3.
- Fachwissenschaft Geschichte. Ein Studienbuch für Studierende Grund-, Haupt- und Realschule (= Einführung in das Geschichtsstudium an Pädagogischen Hochschulen. Band 1), Kohlhammer, Stuttgart 2011, ISBN 978-3-17-021355-5.
- Die Mühlen im Kreis Schwäbisch Hall. 2 Teile (= Mühlenatlas Baden-Württemberg. Bände 5.1 und 5.2). Hennecke, Remshalden 2011, ISBN 978-3-927981-92-8 und ISBN 978-3-927981-93-5.
- Geschichte und Fachdidaktik. Ein Studienbuch für Studierende Grund-, Haupt- und Realschule (= Einführung in das Geschichtsstudium an Pädagogischen Hochschulen. Band 2). Kohlhammer, Stuttgart 2012, ISBN 978-3-17-021356-2.
- Historischer Campusführer Schwäbisch Gmünd. Einhorn-Verlag, Schwäbisch Gmünd 2012, ISBN 978-3-936373-85-1.
- mit Gerhard Ammerer: Die Gesellschaft der Nichtsesshaften. Zur Lebenswelt vagierender Schichten vom 16. bis zum 19. Jahrhundert. Beiträge der Tagung vom 29. und 30. September 2011 im Kriminalmuseum Rothenburg ob der Tauber. Didymos-Verlag, Affalterbach 2013, ISBN 978-3-939020-82-0.
- Schwäbisch Gmünd und der Erste Weltkrieg. Einhorn, Schwäbisch Gmünd, ISBN 978-3-95747-012-6.
- Die Zeit der Katastrophen. Gmünder Schicksale zwischen 1914 und 1945 (= Historegio. Band 9). Hennecke, Remshalden 2017, ISBN 978-3-927981-97-3
- mit Karlheinz Hegele und David Schnur: Gmünder Studien 9. Beiträge zur Stadtgeschichte. Stadtarchiv, Schwäbisch Gmünd 2018, ISBN 978-3-95747-082-9.
- mit Gerhard Ammerer und Jaromir Tauchen: Sexualität vor Gericht. Deviante sexuelle Praktiken und deren Verfolgung vom 14. bis zum 19. Jahrhundert (= Beiträge zur Rechtsgeschichte Österreichs. Zeitschrift der Kommission für Rechtsgeschichte Österreichs und der Österreichischen Akademie der Wissenschaften. Band 9, Heft 1/2019). Österreichische Akademie der Wissenschaften, Wien 2019, ISBN 978-3-7001-8409-6.
- mit Martin Burkhardt: 100 Jahre Naturtheater Heidenheim. Siedentop, Heidenheim 2019, ISBN 978-3-925887-38-3.
- Mikrohistorische Studien aus einem halben Jahrtausend. Untersuchungen aus Krieg und Frieden vom 16. bis zum 20. Jahrhundert (= Historegio. Band 11). Hennecke, Remshalden 2020, ISBN 978-3-948138-03-5.